# Сок од грожђа
Сок од грожђа добија се уситњавањем и мешањем грожђа претварајући га у течност. У винској индустрији сок од грожђа који садржи 7–23 процента пулпе, омота, стабљика и семена воћа често се назива моштом. Шећери у соку од грожђа омогућавају му да се користи као заслађивач, ферментацију и претварање у вино, ракију или сирће.
У Северној Америци најчешћи сок од грожђа је љубичасти и прави се од Конкорд грожђа, док се сок од белог грожђа обично производи од Ниагара грожђа, а обе су сорте домаћег америчког грожђа, другачије врсте од европског винског грожђа. У Калифорнији, Султана (тамо познато и као „Томсон Сидлес“) грожђе се понекад преусмери са тржишта сувог или свежег производа како би се производио бели сок.
Сок од грожђа може се правити од свих сорти грожђа након достизања одговарајуће зрелости. Због склоности потрошача карактеристикама боје, укуса и ароме, сок од грожђа производи се првенствено од америчких сорти Витис лабруска.

## Историја
Метода пастеризације сока од грожђа за заустављање ферментације приписана је америчком лекару и стоматологу Томасу Бремвелу Велчу 1869. године. Присталица покрета умерености, произвео је безалкохолно вино како би се користило за црквене службе у његовом родном граду Вајнленду, Њу Џерси. Његове колеге парохисти наставили су да преферирају и конзумирају регуларно вино. Његов син, Чарлс И. Велч, који је такође био зубар, на крају је одустао од праксе да промовише сок од грожђа. 1893. године основао је компанију Велчовог сока од грожђа у Вестфилду, Њујорк. Производ је поклањан посетиоцима на међународним изложбама. Најстарија постојећа грађевина повезана са компанијом је Фабричка Зграда Велч Бр. 1, смештена у Вестфилду, која је наведена у Националном регистру историјских места 1983. године.
Како је покрет умерености растао, тако је расла и популарност сока од грожђа. 1913. амерички државни секретар Вилиам Џенингс Брајан служио је сок од грожђа уместо вина током озбиљне дипломатске функције, а 1914. Џозефус Денијелс, секретар морнарице, забранио је било какво алкохолно пиће на палуби морнаричких бродова, активно их замењујући соком од грожђа. Током Првог светског рата, компанија је снабдевала војску „грејпледом“, врстом џема од грожђа, и агресивно га рекламирала. Накнадни развој нових производа од грожђа и спонзорство радиа и телевизијских програма учинили су компанију успешном.

## Састојци и композиција
Сок од грожђа из концентрата значи да је уклоњен вишак воде из грожђа, што чини сок концентрисанијим. То омогућава компримовање и замрзавање сока како би се олакшало паковање и транспорт. Затим се соку додаје вода пре продаје. Главни бренд америчког сока од грожђа - Велк – прави се од Конкорд грожђа, користећи цело грожђе (пулпу, омот и семе). Мала количина цитрусне киселине природно се налази у грожђу, а може се и додати за киселији укус и антиоксидативна својства која спречавају оксидацију, што доводи до дужег века складиштења.

## Производња
Отприлике средином септембра, на северној хемисфери, грожђе се бере механички, користећи машину за бербу грожђа (нпр. Комбајн за грожђе Чисхолм-Рајдер), и смешта у кутију која се одвози трактором или камионом. Убрано грожђе се затим испоручује у погон за прераду у року од 4 до 6 сати.(стр. 93)
Ротирајући перфорирани бубањ уклања све стабљике и листове који остају причвршћени за грожђе. Једном када се одвоји од стабљика, грожђе се потом уситни и прође кроз рупе бубња. Стабљике, лишће и остали остаци настављају се дуж бубња да би се уклонили као отпад.(стр.93) Смрвљено грожђе загрева се на 60 °C (140 °F) док се креће кроз цевасти размењивач топлоте. Помоћна средства за пресовање (нпр. Стерилисане љуске пиринча, бељени крафт папир, млевена дрвена пулпа) и ензим пектиназа две су компоненте које се у ово доба додају грожђу за ефикасно пресовање сокова. Каша од грожђа и помагала за пресу се пресују на високим температурама ради максималног приноса боје и сока.(стр.95) Постоје разне врсте опреме за пресовање које се могу користити за овај поступак (вијчана преса, хидраулична преса, ременски филтер и пнеуматска преса).(стр.96) Пресовани сок и свежи сок држе се у резервоарима за гнојницу. Соку се додаје помоћ за пресовање, која служи као филтер када сок пролази кроз ротациону вакуумску тракасту филтрацију како би уклонио нерастворљиве чврсте материје. Сок садржи минимално нерастворљиве чврсте супстанце (1% или мање) након филтрације.(стр.97-98) Филтрирани сок се загрева на 85—88 °C (185—190 °F) најмање 1 минут, а затим се охлади на 0 — −1,1 °C (32,0—30,0 °F) пре него што се ускладишти у резервоарима. Складиштени сок може бити подвргнут неопходној поновној пастеризацији ако постоји алкохол, квасци и плесни.(стр.98-99) Додата је додатна пектиназа да би се убрзао и поједноставио коначни поступак филтрације. Овај поступак филтрације укључује дијатомејску земљу суспендовану у соку од грожђа док пролази кроз претходно обложени јастучић или плочицу. Ова последња два процеса имају за циљ смањење или спречавање таложења након што се сок флашира и дуго складишти.(99-100)
Постоје и друге алтернативе процеса које се могу применити на прераду сока од грожђа, укључујући хладно пресовање сока и додавање сумпор-диоксида у сок.(стр.101-104) Сок се може даље обрађивати уклањањем воде да би се добио чисти концентрат који се може користити у разним производима од сокова.

## Паковање и складиштење
Вруће пуњење се традиционално користи за паковање сока од грожђа. У овом процесу, сок од грожђа се загрева на минимално 77-82 °C  помоћу размене топлоте пре него што се сок сипа у претходно загрејане посуде од материјала као што су стакло или новија пластика отпорна на топлоту. Стакло има квалитетнији изглед, али такође може бити прилично крхко и гломазно у поређењу са пластиком. Пастеризација се такође може користити за продужавање рока трајања загревањем сока на 85 °C током 3 минута пре него што се охлади. Уз највиши квалитет задржавања, неотворени сок од грожђа може се чувати 6–12 месеци ван фрижидера. Након отварања, сок од грожђа може се чувати приближно 7–10 дана у фрижидеру пре него што дође до кварења.
Такође се може користити асептична обрада, која захтева стерилизацију сока од грожђа пре паковања. Постоје различите методе стерилизације. Стерилна филтрација се може користити за прочишћени сок од грожђа без чврстих честица, који користи мембране с величином пора која је довољно мала да филтрира микроорганизме (<0,45 µм). Термичка стерилизација се такође може користити загревањем сока на температуру од 93-100 °C током 15–45 секунди. Поред тога, само паковање такође мора бити стерилисано хемијским средством за стерилизацију попут водоник-пероксида. Овај поступак је користан за амбалажне материјале као што је Тетра Пакс који не могу да поднесу високе температуре. Затим се паковања морају пунити у стерилном окружењу и могу се чувати најмање 6 месеци ван фрижидера. Иако је асептично паковање скупље, оно максимизира рок трајања и резултира мањој штети од топлоте и губицима хранљивих састојака у поређењу са врућим пуњењем.

## Сорте грожђа
Комерцијални сок од грожђа не користи исте сорте грожђа, познате по томе што се једу као „стоно грожђе“. Због великог избора сорти грожђа, разматрања која иду у избор врсте грожђа укључују факторе као што су преференције потрошача, отпорност на болести грожђа и толеранција на климу. Грожђе Конкорд љубичастог омота је најчешће грожђе које се користи за сокове у Северној Америци због трајности за животну средину и ароме лабруске која потиче од његових својстава метил антранилата. Ова врста грожђа може се користити и за вина и желе. Зеленом грожђу које се користи за сок од белог грожђа недостају фитохемикалије које својим љубичастим колегама дају тамну боју.

## Истраживање
Због углавном непостојања ригорозних клиничких истраживања, нема потврђених здравствених и анти-болести ефеката од конзумирања сока од грожђа.

## Религијске употребе

### Католичанство
Католичка црква не користи сок од грожђа у сакраменту јер верује да хлеб и вино дословно постају тело и крв Исуса Христа, догма позната као транссупстанцијација. Стога се верује да неупотреба вина спречава транссупстанцијацију у стварности. Законик канонског права Католичке цркве (1983), канон 924 каже да вино које се користи мора бити природно, направљено од грожђа винове лозе и не сме бити покварено.

### Протестантизам
Неке протестантске конфесије (нарочито оне које се противе употреби алкохолних пића од стране чланова) користе сок од грожђа у свом слављењу Свете Евхаристије. Разне баптистичке деноминације су најзапаженије.

### Јудаизам
Алкохол је дозвољен традиционалним јеврејским законом, а вино се користи у сакраменталне сврхе. Јеврејски правни закон, Талмуд, у трактату Бава Батра 97б, дозвољава употребу непреврелог свежег сока од грожђа за сакраменталну употребу. Каснији законски прописи пресудили су да је, иако је вино пожељно од сока од грожђа, сок од грожђа дозвољен за благослов и обреде.